# فأر الحقل الشرقي ذو الأسنان العريضة
فأر الحقل الشرقي ذو الأسنان العريضة (الاسم العلمي : Apodemus mystacinus ) هو نوع من القوارض، وينتمي لعائلة فأرية. يتواجد هذا النوع من فئران الحقل في ألبانيا والبوسنة والهرسك وكرواتيا وجورجيا واليونان وإيران والعراق وفلسطين والأردن ولبنان والسعودية وصربيا والجبل الاسود.